# Paul Roes
Pour les articles homonymes, voir Roes.
Vous pouvez aider à l'améliorer ou bien discuter des problèmes sur sa page de discussion.
- Il ne cite pas suffisamment ses sources. Vous pouvez indiquer les passages à sourcer avec {{référence nécessaire}} ou {{Référence souhaitée}}, et inclure les références utiles en les liant aux notes de bas de page. (Marqué depuis janvier 2024)
- Son texte doit être wikifié : il ne correspond pas à la mise en forme Wikipédia (style, typographie, liens internes, liens entre les wikis, etc.). (Marqué depuis janvier 2024)
- La traduction est incomplète. (Marqué depuis janvier 2024)

- Archive Wikiwix
- Bing
- Cairn
- DuckDuckGo
- E. Universalis
- Gallica
- Google
- G. Books
- G. News
- G. Scholar
- Persée
- Qwant
- (zh) Baidu
- (ru) Yandex
- (wd) trouver des œuvres sur Wikidata

Paul André Marie Roes ou Roës (Wageningen, 2 avril 1889 – Paris, 15 mai 1955) est un pianiste de concert, pédagogue musical, compositeur et auteur d'ouvrages sur le solfège et la musicologie. À partir de 1929, il travaille à Paris.

## Biographie
Paul Roes est né à Wageningen le 2 avril 1889. Son père était directeur et actionnaire principal de l'entreprise familiale la fabrique de cuir NV Wageningsche Lederfabriek vh JB Roes en Zonen., Sa mère Rosalia Roes-Schaepman lui apprend très tôt à jouer du piano. Il fréquente le lycée de Nimègue (Canisius College), puis étudie au séminaire Rolduc. Cependant, Paul part à Amsterdam pour se consacrer à la musique. Au Conservatoire Sweelinck, il étudie le piano avec Anton Tierie et Julius Röntgen. Il étudie ensuite à Berlin avec Ferruccio Busoni. En 1913, il fait ses débuts à Londres à l'Aeolean Hall.
Après ses débuts, des tournées s'ensuivent en Suisse, en Allemagne, en Autriche, aux Pays-Bas et aux États-Unis. À Paris, il dirigea avec succès une école de piano qui, conformément aux méthodes qu'il avait apprises de Busoni, suivait les principes du jeu pratiqués par Liszt et Chopin. Il a formé ou perfectionné plusieurs pianistes talentueux, tels que Frédéric Gevers, Lode Backx, Marie Stuart de Backer et Raffaele D'Alessandro.
En 1914, il épousa Eeke Houwink. Elle a agi comme son imprésario. Le couple vécut à Wassenaar jusqu'en 1929 et émigre en France cette année-là. Le couple a vécu le reste de sa vie à Paris (3 rue Berton, 16e Arr.). Le mariage est resté sans enfant. Il écrivit son nom de famille Roës, pour qu'on prononce son nom mieux en français.
À partir de 1935, il donne des cours de solfège à Paris, Lyon et Genève avec la pianiste Suzelène van Hall. Ces cours ont donné lieu à la rédaction de cinq ouvrages de solfège et de musicologie. La dernière œuvre, La Musique. Mystère et Réalité, parut à titre posthume en 1955. Paul Roes décède à Paris en 1955, après quoi son corps est transféré à Wageningen pour être enterré dans la tombe familiale.

## Œuvres
Paul Roes a composé plusieurs œuvres qu'il a interprétées régulièrement. Les compositions n'ont pas été publiées.
- Il Giorno (piano)
- Prélude pour piano
- Méditations sur un thème de Beethoven (piano) (25 minutes)
- La Vita Eterna (piano)
- Cadence du troisième concerto pour piano de Beethoven (20 minutes)
- Chanson. Huit mélodies avec des paroles de Baudelaire et Li-Bai
- Marche pour piano (4 minutes)
- Concerto pour piano et orchestre (1934)[6] (40 minutes)
- Cycle du Jour, cinq pièces pour piano :
  - La Nuit, l'Aube, Midi, la 6e heure, le Crépuscule (25 minutes)

## Publications
Tous publiés par Henry Lemoine & Cie à Paris :
- Essai sur la Technique du Piano (1935)
- L'Élément Fondamental de la Technique, du Jeu chez Liszt et Chopin (1937)
- La Musique et l'Artisan du Piano (1939)
- La Technique Fulgurante de Busoni (1941)
- La Musique Mystère et Réalité (1955), (en 1978, la traduction anglaise Music, the Mystery and the Reality a été publiée par E&M Publishing, aux États-Unis.